# Bartolomeo da Varignana
Bartolomeo da Varignana, auch Bartholomeus de Varignana († 1321 in Genua), war Stadtarzt, Medizinprofessor und Hofbeamter in Bologna.

## Leben und Wirken
Bartolomeo da Varignana, der Vater oder Bruder von Guglielmo Varignana, unterrichtete um 1292 Medizin und Artes an der Universität Bologna und wurde nach dem Tod seines Schülers, Kollegen und Konkurrenten Taddeo Alderotti führender Medizinprofessor in Bologna. Er war Anhänger der Lehren von Averroes und ein Vertreter der sogenannten „Arztphilosophen“ sowie Verfasser von Kommentaren zu Hippokrates, Galenos und Avicenna.

## Bartolomeo als Gerichtsmediziner
Papst Innozenz III. entschied 1209 bei einem unklaren Todesfall, dass zur Feststellung der Todesursache erfahrene Ärzte zu Rate gezogen werden müssten. Damit waren rechtsmedizinische Gutachten im kanonischen Recht verankert. In Bologna wurde die gerichtsärztliche Sektion menschlicher Leichen in den letzten Jahrzehnten des 13. Jahrhunderts eingeführt. Im nicht weit entfernten Cremona ist eine Sektion für das Jahr 1286 bezeugt.
Als erstes Gutachten über eine gerichtsmedizinisch veranlasste Sektion gilt die anatomische Leichenschau durch den Bologneser Stadtarzt Bartolomeo da Varignana im Jahr 1302, zwei weiteren Ärzten und zwei handwerklich tätigen Chirurgen. Sie sezierten den „schwarzen Azzolino“, weil sich sein Leichnam binnen Stunden zunächst oliv und dann schwarz verfärbte und dadurch der Verdacht eines Giftmordes bestand.
Bis 1310 lieferte er weitere Berichte an die Stadtobrigkeit von Bologna.
1311 wurde er, nachdem er sich König Heinrich VII. als Leibarzt auf dessen Italienzug angeschlossen hatte, aus Bologna verbannt. Heinrich, 1312 zum Kaiser gekrönt (Bartolomeo trug dabei die Verantwortung für den Transport der Eisernen Krone), starb jedoch schon 1313. Bartolomeo verteidigte den Beichtvater gegen den Vorwurf des Giftmordes.
Da er nicht nach Bologna zurückkehrte, verblieb es Mondino dei Luzzi die Sektion in den Unterricht an der medizinischen Fakultät Bolognas zu integrieren.